# 南阳镇 (南宁市)
南阳镇，是中华人民共和国广西壮族自治区南宁市青秀区下辖的一个乡镇级行政单位，2005年3月18日由邕宁县划归青秀区。

## 行政区划
南阳镇下辖以下地区：
新黎社区、新光村、留凤村、新楼村、雄会村、二田村、施厚村和南阳村。